# Nunnally Johnson
Nunnally Hunter Johnson, född 5 december 1897 i Columbus, Georgia, död 25 mars 1977 i Los Angeles, Kalifornien, var en amerikansk manusförfattare, filmproducent och filmregissör.

## Filmografi i urval
- 1934 – Huset Rothschild (Manus)
- 1936 – Fången på hajarnas ö (Manus och producent)
- 1939 – Utanför lagen (Manus och producent)
- 1939 – Rose från Washington Square (Manus och producent)
- 1940 – Vredens druvor (Manus och producent)
- 1942 – Mannen med sälgpiporna (Manus och producent)
- 1943 – Leve äktenskapet (Manus och producent)
- 1948 – En flicka på kroken (Manus och producent)
- 1949 – Rena rama skandalen (Manus och producent)
- 1950 – Kvinnor bakom taggtråd (Manus och producent)
- 1952 – Telefon från en främling (Manus och producent)
- 1952 – Vi är inte gifta! (Manus och producent)
- 1953 – Hur man får en miljonär (Manus och producent)
- 1954 – Nattmänniskor (Manus, regi och producent)
- 1954 – Svarta änkan (Manus, regi och producent)
- 1955 – Ursäkta om vi stör (Manus, regi och producent)
- 1956 – Mannen i den grå kostymen (Manus, regi och producent)
- 1957 – Evas tre ansikten (Manus, regi och producent)
- 1962 – Something's Got to Give (Manus)
- 1963 – Hans vilda dotter (Manus)
- 1967 – 12 fördömda män (Manus)